# Erhard Stackl

Erhard Stackl (2013)

Erhard Stackl (* 18. November 1948 in Mödling bei Wien) ist ein österreichischer Journalist und Autor.

## Leben
Erhard Stackl studierte ab 1968 an der Hochschule für Welthandel (nun Wirtschaftsuniversität) Wien und später an der Universität Wien. Er befasste sich mit Wirtschafts- und Sozialgeschichte, speziell jener von Lateinamerika, und erwarb einen Master in Latin American Studies am Österreichischen Lateinamerika-Institut und der Universität Wien.
Als Journalist arbeitete er zunächst freiberuflich, unter anderen für die Ö3-Radiosendung Die Musicbox. Ab 1970 schrieb er für das Wirtschaftsmagazin Trend und war im Gründungsteam des von Oscar Bronner herausgegebenen Nachrichtenmagazins Profil. Im Profil arbeitete er im Bereich Kultur und Wirtschaft, ab 1979 im Auslandsressort, dessen Leiter er wurde. Er blieb bis 1991 beim Profil, zuletzt als stellvertretender Chefredakteur, und wechselte dann zur Tageszeitung Der Standard, wo er zunächst Ressortleiter Ausland und dann Chef vom Dienst war. In vier Jahrzehnten bereiste Stackl mehr als 60 Länder, unternahm zahlreiche Recherchereisen nach Lateinamerika, in den damaligen Ostblock, in den Nahen und Fernen Osten. Er berichtete über Krisen und Kriege, in Zentralamerika ebenso wie im Irak, Iran und in Afghanistan. Stackl sah sich dabei nie als „Kriegsberichterstatter“, sondern als „Friedensjournalist“ im Sinne von Johan Galtung. So zählten zu seinen Interviewpartnern allein sechs Friedensnobelpreisträger (Adolfo Perez Esquivel, Lech Wałęsa, Rigoberta Menchú, Óscar Arias Sánchez, Jitzchak Rabin und Yassir Arafat).
Seit 2010 ist Stackl freiberuflicher Journalist und Buchautor. Beiträge von ihm brachten unter anderen The New York Times (International Weekly), El País, Die Zeit, Radio Ö1, das Südwind-Magazin und Das Jüdische Echo (das er seit Ende 2013 redaktionell leitet).
Zu den Vorlieben Stackl gehört es, neue Abkürzungen und Wörter zu erfinden. 1988 verwendete er in einer Profil-Reportage erstmals das seither populäre Kürzel UHBP (mild-ironisch für „Unser Herr Bundespräsident“). 2016 wurde der von ihm rund um einen komplexen Wahlvorgang erfundene Begriff „Bundespräsidentenstichwahlwiederholungsverschiebung“ in Österreich zum Wort des Jahres gewählt. Der Journalist und Autor Robert Misik trug das Wort als Erster weiter.

Stackl ist mit der Rundfunkjournalistin Brigitte Fuchs verheiratet. Er lebt in Wien und im südlichen Burgenland.

## Publikationen (Auswahl)
- Mit Danzig fing alles an. In: Ernest Hauer, Franz Reithmayr (Hrsg.): Raus aus der Sackgasse. Ein Lesebuch zur Wende im Osten. Wien 1990, ISBN 3-901053-04-2.
- 1989. Sturz der Diktaturen. Wien 2009, ISBN 978-3-7076-0293-7.
- Atención. Die besten Reportagen aus Lateinamerika. Wien 2014, ISBN 978-3-7076-0504-4.
- El bigotón triste. In: Eduardo Zanini: Raúl Alfonsín, el hombre que hizo falta. Buenos Aires 2018, ISBN 978-987-3783-79-1.
- Hans Becker O5 – Widerstand gegen Hitler, Czernin, Wien 2022, ISBN 978-3-7076-0779-6.[7]

## Auszeichnungen
- 1995: Silbernes Ehrenzeichen für Verdienste um die Republik Österreich
- 2000: Humanitätspreis des Roten Kreuzes aus der Heinrich-Treichl-Stiftung
- 2009: Bruno-Kreisky-Preis für das politische Buch (Hauptpreis) für 1989 – Sturz der Diktaturen
- 2012: Kavalierkreuz (Krzyż Kawalerski) des Verdienstordens der Republik Polen